# Gastrocopta armifera
Gastrocopta armifera är en snäckart som först beskrevs av Thomas Say 1821.  Gastrocopta armifera ingår i släktet Gastrocopta och familjen puppsnäckor. Inga underarter finns listade i Catalogue of Life.